# Federico Enrique de Orange-Nassau
Federico Enrique de Orange-Nassau (Frederik Hendrik; Delft, 29 de enero de 1584-La Haya, 14 de marzo de 1647), hijo de Guillermo I y de su cuarta esposa Luisa de Coligny, fue estatúder de las Provincias Unidas de los Países Bajos y Príncipe de Orange (1625-1647).

## Biografía
Al perder a su padre muy pequeño (tenía 5 meses de vida), había recibido de su madre una educación esmerada; su medio hermano Mauricio le proporcionó la mejor formación militar que pudiera recibirse en Europa. Federico Enrique fue mejor diplomático y político que su hermano, y desde el punto de vista militar, su habilidad en conquistar ciudades lo hizo famoso en toda Europa.

Federico Enrique de Orange-Nassau

En 1627, Federico Enrique conquistó la fortaleza de Grol; en 1629 luego de un asedio dirigido magistralmente, la plaza de Bolduque, considerada inexpugnable (y a la que tantas veces su hermano había puesto cerco y nunca la pudo tomar). El 22 de agosto de 1632 conquistaba Maastricht. Tales victorias echaban los cimientos de los llamados Países de la Generalidad, territorios ocupados al sur de los grandes ríos y que no se habían incorporado a la Unión, sino sometidos a la autoridad de los Estados Generales.
Apoyándose en sus hazañas militares y en la tolerancia religiosa, trató de mantenerse por encima de los partidos y centralizar la administración de las Provincias Unidas. Desde 1636, consiguió dirigir los asuntos exteriores del país por medio de la 'Obra secreta', comisión integrada en el seno de los Estados Generales. Pretendió convertir a su país en una monarquía regida por su familia, pero se encontró con una enconada resistencia en el seno de los Estados Generales.
Federico Enrique tanteó un acercamiento con la Francia de Richelieu y se formó una alianza defensivo-ofensiva que se propuso reconquistar los Países Bajos Españoles. En esta guerra pudo recuperar Breda el 11 de octubre de 1637, tomada por los españoles doce años antes. Después se apoderó el 5 de septiembre de 1644 de Sas van Gent y Hulst el 4 de noviembre de 1645. Aunque fracasó en sus intentos de tomar Amberes y Venlo en 1646. En eso llegó un armisticio. Su país y España estaban agotados de tanta guerra.
Apenas se iniciaron las negociaciones de paz con España, Federico Enrique falleció.

## Matrimonio y descendencia

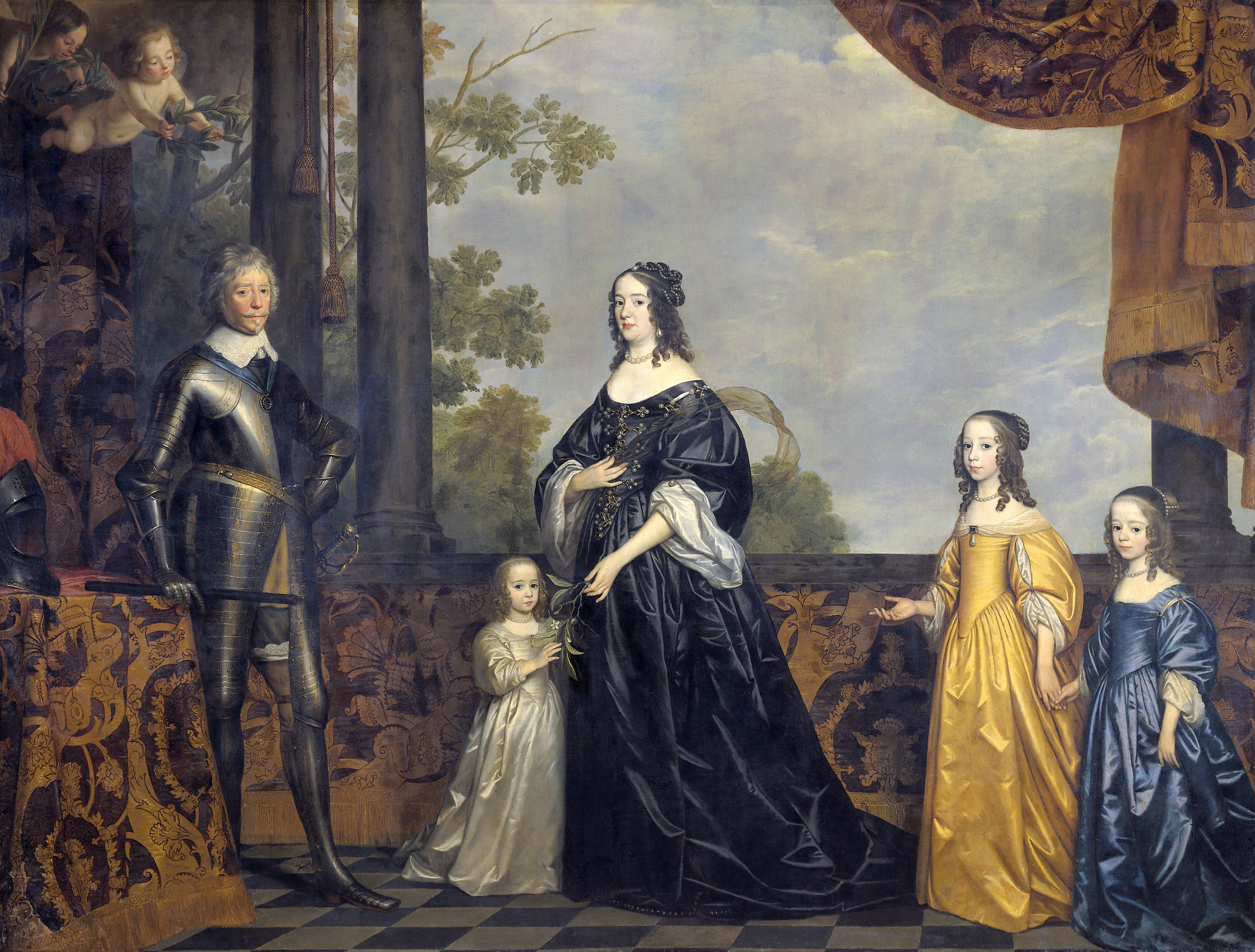
Federico Enrique de Orange-Nassau y su familia, pintados por Gerrit van Honthorst.

Se casó con Amalia de Solms-Braunfels. De esta unión nacieron nueve hijos:
- Guillermo II (1626-1650). Estatúder y Príncipe de Orange-Nassau. Casado con María Enriqueta Estuardo, hija del rey Carlos I de Inglaterra.
- Luisa Enriqueta (1627-1667). Casada con el elector Federico Guillermo de Brandeburgo.
- Enriqueta Amalia (1628).
- Isabel (1630).
- Isabel Carlota (1632-1642).
- Albertina Inés (1634-1696).
- Enriqueta Catalina (1637-1708).
- Enrique Luis (1639).
- María (1642-1688).

| Predecesor: Mauricio de Orange                 | Príncipe de Orange y Barón de Breda 1625-1647                           | Sucesor: Guillermo II |
| Predecesor: Mauricio de Orange                 | Estatúder de Holanda, Zelanda, Utrecht, Güeldres y Overijssel 1625-1647 | Sucesor: Guillermo II |
| Predecesor: Enrique Casimiro I de Nassau-Dietz | Estatúder de Groninga 1640-1647                                         | Sucesor: Guillermo II |

- Datos: Q167236
- Multimedia: Frederick Henry, Prince of Orange / Q167236